# Loerikseweg
De Loerikseweg is een weg in de Nederlandse plaats Houten. De Loerikseweg loopt vanaf het Stationserf tot aan het Plein (in het Oude Dorp). Er bevinden zich monumentale huizen en de Rooms-katholieke kerk (Onze Lieve Vrouwe ten Hemelopneming) aan de Loerikseweg. De Loerikseweg, die thans doodloopt op het spoor van Utrecht naar 's-Hertogenbosch, was voorheen onderdeel van de grote straatweg. Dit stuk liep van het dorp Houten naar de buurschap Loerik.
Zijstraten die op de Loerikseweg uitkomen zijn de Heemraadserf, Richterserf, Dorpstraat die deze straat kruist en de Schoolstraat.
De Loerikseweg is een van de oudste wegen van Houten. Op luchtfoto's is te zien dat de Loerikseweg een verkavelingsgrens is voor de middeleeuwse verkavelingen. Het is niet uitgesloten dat de Loerikseweg een secundaire Romeinse weg was, die de hoger gelegen delen van de Houtense stroomrug volgde.

## Fotogalerij

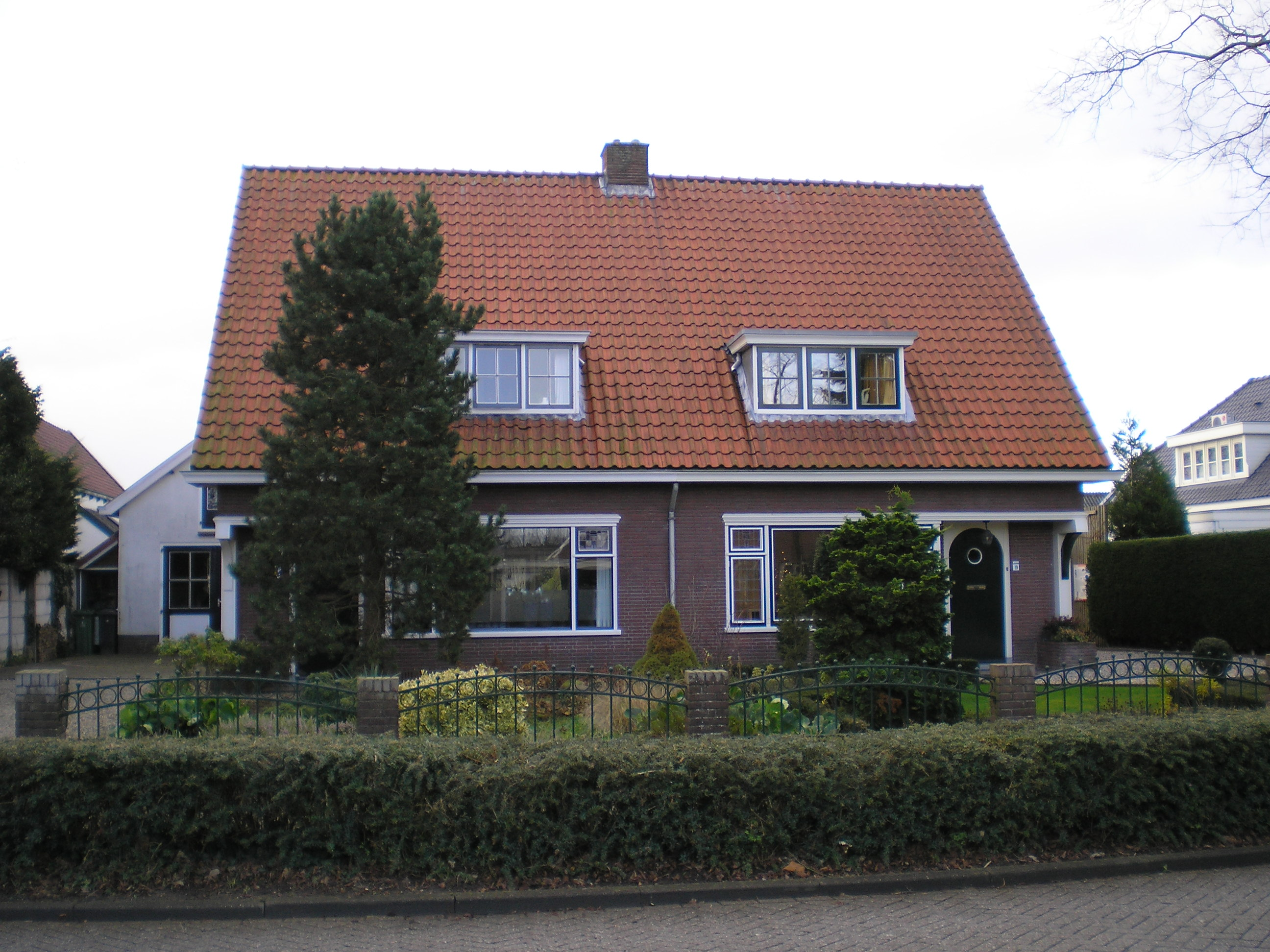
Loerikseweg 19 en 21 te Houten in Nederland (monument)
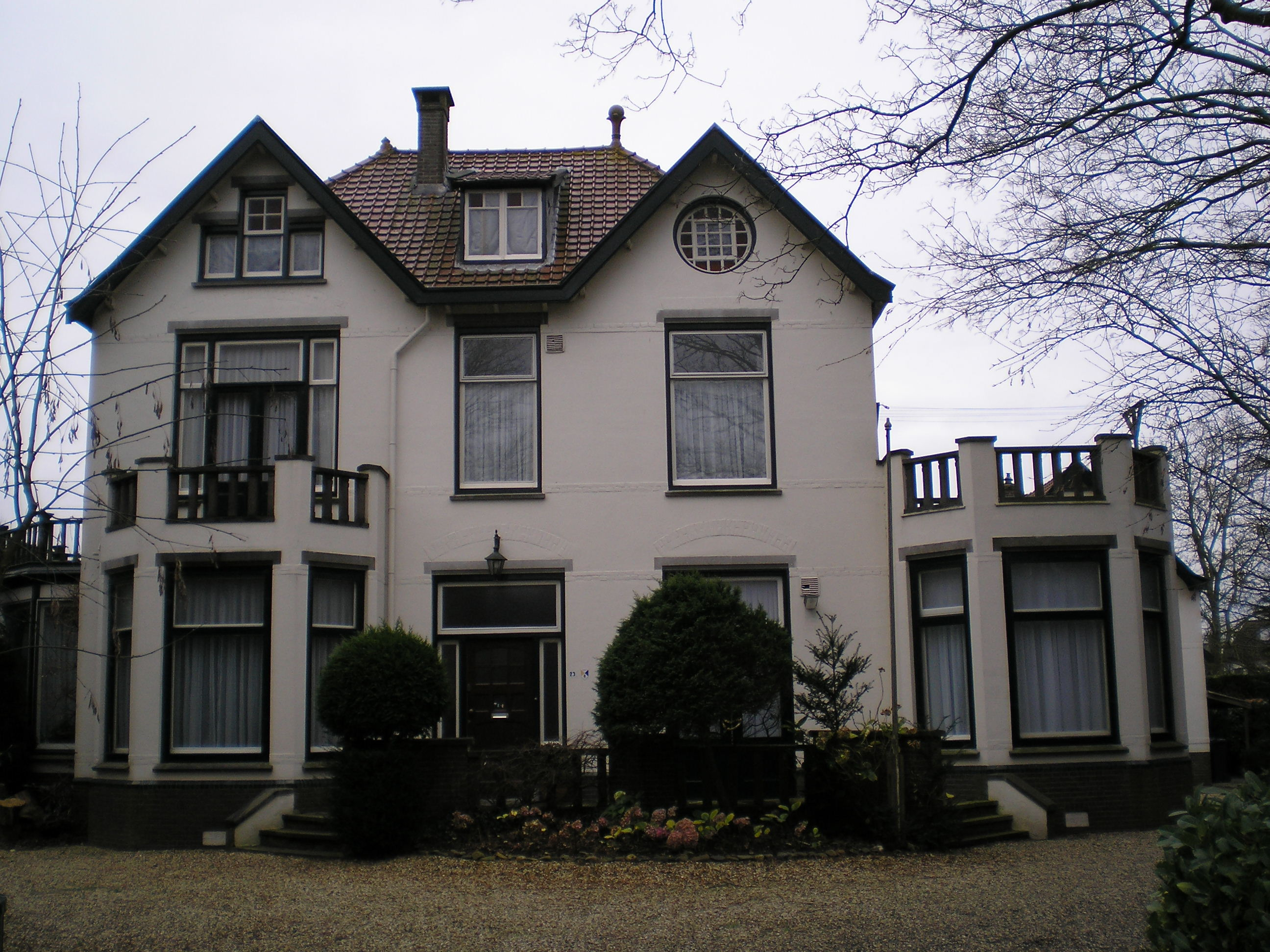
Loerikseweg 23 te Houten in Nederland (monument)
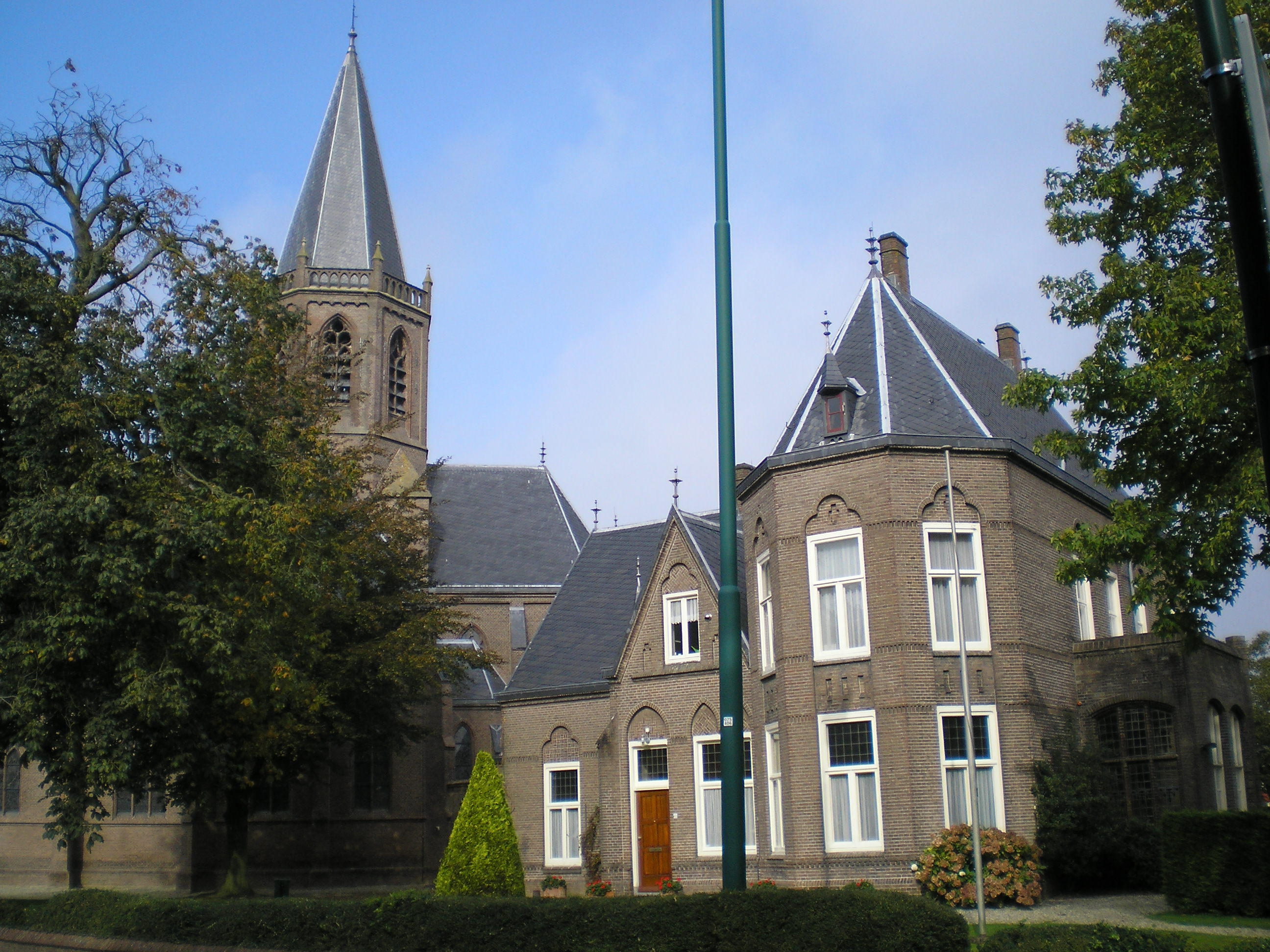
Loerikseweg 10 Rooms- katholieke kerk (Onze Lieve Vrouwe ten Hemelopneming) te Houten in Nederland (rijksmonument)

Beusichemseweg ·
Burgemeester Wallerweg ·
De Poort ·
Heemsteedseweg ·
Herenweg ·
Houtensewetering ·
Koningin Julianastraat ·
Loerikseweg ·
Lupine-oord ·
Notengaarde ·
Oud Wulfseweg ·
Plein ·
Prins Bernhardweg ·
Staatsspoor ·
Stationserf ·
Tiellandtspad ·
Vlierweg ·
Weteringhout